# Le Port, Ariège
Le Port är en kommun i departementet Ariège i regionen Occitanien i södra Frankrike. Kommunen ligger  i kantonen Massat som ligger i arrondissementet Saint-Girons. År 2022 hade Le Port 167 invånare.

## Befolkningsutveckling
Antalet invånare i kommunen Le Port
Referens: INSEE